# Bellore Sangala
Stefan Bellore Sangala, född 2 januari 1995, är en brazzaville-kongolesisk simmare.

## Karriär
Sangala tävlade för Kongo-Brazzaville vid olympiska sommarspelen 2016 i Rio de Janeiro, där hon blev utslagen i försöksheatet på 50 meter frisim.
I juli 2021 vid OS i Tokyo slutade Sangala på 81:a plats på 50 meter frisim.